# Saint-Germain-Lembron
 Saint-Germain-Lembron  es una población y comuna francesa, situada en la región de Auvernia, departamento de Puy-de-Dôme, en el distrito de Issoire y cantón de Saint-Germain-Lembron.

## Demografía
| 1641 | 1720 | 1661 | 1646 | 1671 | 1623 |
| Para los censos de 1962 a 1999 la población legal corresponde a la población sin duplicidades (Fuente: INSEE [Consultar]) |      |      |      |      |      |